# Trascrizione (musica)
Secondo Nina Gallo, il vocabolo trascrizione nel campo musicale ha almeno quattro diversi significati:
1. il primo significato è quello di atto puramente materiale - a fini soprattutto pratici - del copista che riscrive un brano musicale (ad es., l'amanuense medievale);
2. il secondo significato è quello di riscrittura in notazione moderna di brani del passato scritti in notazione antica (ad es., il canto gregoriano);
3. il terzo significato è quello di stesura per iscritto di brani musicali appartenenti alla tradizione orale (ad es. i canti popolari);
4. infine, nel suo significato oggi più diffuso, per trascrizione si intende l'operazione che permette di riadattare una composizione musicale scritta per un determinato mezzo fonico, sia per lo stesso mezzo fonico per il quale il brano era stato originariamente concepito (ad es., una versione facilitata o una variazione virtuosistica di un brano), sia per un mezzo fonico diverso (ad es., una trascrizione per orchestra di un brano scritto per uno strumento, o viceversa).
Compositori di tutte le epoche, per le più svariate ragioni (pratiche, didattiche, divulgative, commerciali, di studio, artistiche, ...), hanno trascritto ripetutamente sia le proprie composizioni, sia quelle dei loro predecessori e contemporanei.

## La trascrizione per pianoforte
La pratica della trascrizione raggiunse proporzioni epidemiche nell'Ottocento, quando la fortuna del genere trascrizione, unita alla fortuna dello strumento pianoforte (lo strumento prediletto sia dall'aristocrazia sia dalla borghesia emergente per l'educazione musicale dei fanciulli), fece sì che praticamente ogni lavoro di successo venisse trascritto per pianoforte: a due mani, a quattro mani, per due pianoforti, per complessi da camera col pianoforte.
Per usare una fortunata immagine di Charles Rosen, la trascrizione pianistica è paragonabile a una foto in bianco e nero rispetto a un originale a colori. Essa riusciva infatti a rappresentare in maniera soddisfacente l'originale, poiché era in grado di riprodurre quelli che allora erano considerati gli aspetti fondamentali della musica: le linee melodiche, le armonie, il ritmo, con l'eccezione dei colori (ossia i timbri dei diversi strumenti orchestrali e del canto), lasciati all'immaginazione dell'ascoltatore. Venne pertanto utilizzata a piene mani per portare nei palazzi dell'aristocrazia e nelle case della ricca borghesia tutto il repertorio di successo dell'epoca, e in primis quello orchestrale e operistico.
La trascrizione (e in particolare la trascrizione pianistica) ebbe dunque nell'Ottocento lo stesso ruolo che nel Novecento ebbero il grammofono, il disco, la radio, la televisione: fu un potente strumento di divulgazione della musica, in particolare quella orchestrale e operistica. Il suo periodo aureo, che dura circa un secolo, si esaurisce infatti all'inizio del Novecento, con l'imporsi degli strumenti tecnologici di diffusione della musica.
Il repertorio delle trascrizioni per pianoforte - a partire da quelle dei due "giganti" della trascrizione, Franz Liszt e Ferruccio Busoni, e continuando con compositori del calibro di Robert Schumann, Sigismund Thalberg, Johannes Brahms, Carl Tausig, Leopold Godowsky, Sergej Rachmaninov, Sergej Prokofiev, Igor Stravinskij - è sterminato.
Molto note al grande pubblico sono anche alcune trascrizioni per orchestra di composizioni originariamente concepite per pianoforte: si pensi, ad es. ai celeberrimi Quadri di un'esposizione di Modest Petrovič Musorgskij, trascritti per orchestra da Maurice Ravel.

## La trascrizione per chitarra
A partire dal XVIII secolo i principali chitarristi e compositori per chitarra si dedicarono contemporaneamente allo sviluppo di questa tipologia compositiva. I maggiori chitarristi-trascrittori furono Mauro Giuliani, Ferdinando Carulli, Fernando Sor, Francisco Tarrega, Miguel Llobet, Agustin Barrios Mangorè, Andrès Segovia, Yamashita.
Noti al grande pubblico sono le celebri trascrizioni dal repertorio Bachiano, in particolare le suites originali per violoncello BWV 1007, BWV 1008, BWV 1009, BWV 1010, BWV 1011, BWV 1012, le suites originali per Liuto BWV 995, BWV 996, BWV 997, BWV 998, BWV 999 e le partite per violino BWV 1002, BWV 1004, BWV 1006.
Sono note inoltre le numerose trascrizioni del repertorio Rossiniano ad opera di Mauro Giuliani e le celebri trascrizioni dell'epoca romantica, tra cui Asturias da Albèniz, i Valses Poeticos da Enrique Granados, Traumerei da Robert Schumann, Clair De Lune da Claude Debussy, Valzers e Notturni da Frederyk Chopin.